# Jacob Zuma
Jacob Gedleyihlekisa Zuma (født 12. april 1942 i KwaZulu-Natal i Sydafrika) er en sydafrikansk politiker. Zuma var Sydafrikas præsident 2009-2018, og leder af regeringspartiet African National Congress (ANC) 2009-2017. Forinden havde han været landets vicepræsident fra 1999 til 2005. 
Jacob Zuma er af zulu-afstamning og tilhører Zuma-klanen. Han betegnes ofte med sine initialer JZ eller med sit Zulu-kaldenavn Msholozi.

## Politisk karriere
Jacob Zuma er en af de mest prominente Zulu-politikere inden for ANC, hvor har nyder stor opbakning fra en række venstreorienterede valgkredse og grupperinger, uanset at han blev tvunget ud af regeringen i 2005 efter anklager om korruption.
Han opretholdte en stor popularitet blandt specielt Zuluer og ungdomsgrupper inden for ANC, som fastholder opfattelsen af at Zuma ydede sit store bidrag til bekæmpelse af Sydafrikas tidligere apartheid-regime. Under retssagen mod Zuma, der endte med at blive tilbagevist, blev han under hele forløbet aktivt støttet af sine politiske supportere, der samledes udenfor retsbygningen, hvor de tilkendegav deres opbakning til Zuma. 
Jacob Zuma blev valgt til præsident (formand) for ANC den 18. december 2007 efter at han i et kampvalg besejrede den hidtidige leder (og landets daværende præsident) Thabo Mbeki under 52nd National Conference of the African National Congress i Polokwane.

### Korruptionsager
I 2018 var der  anklager mod Jacob Zuma om korruption og personlig berigelse, og den 12. februar 2018 fik han et ultimatum fra ANC om at trække sig fra præsidentposten indenfor 48 timer. I første omgang nægtede Zuma at se realiteterne i øjnene, men trak sig fra posten kort før deadline. Alternativet ville sandsynligvis have været et mistillidsvotum fra parlamentet.
Han blev i 2018 sigtet for bedrageri, kriminalitet og hvidvaskning af penge i forbindelse med våbenhandel i hans ni år som præsident. Han blev 29. juni 2021 idømt 15 måneders fængsel for foragt for retten efter udeblivelse fra en afhøring i Zondo-kommissionen (en) der undersøger beskyldningerne mod ekspræsidenten.
I september 2021 afviste den sydafrikanske forfatningsdomstol  tidligere præsident Jacob Zumas andragende om at ophæve dommen og fastholdt de 15 måneders fængsel for foragt for retten.